# Čipování lidí

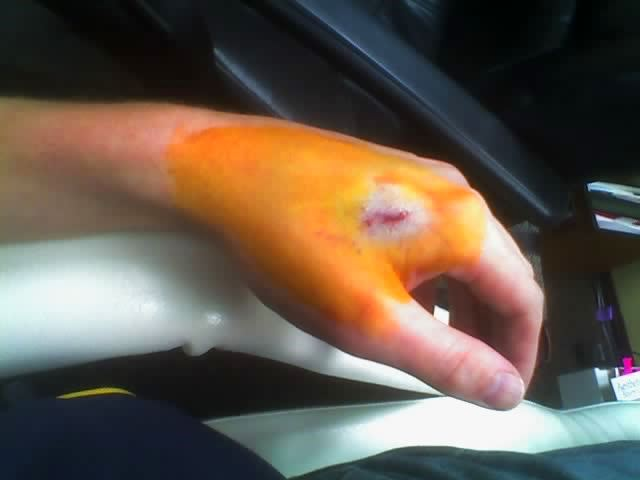
Čipování lidí

Čipování lidí je implantace integrovaného obvodu nebo RFID transpondéru obaleného křemičitým sklem do těla člověka. Podkožní implantát zpravidla obsahuje jedinečné identifikační číslo, které může být spojeno s informacemi obsaženými v externí databázi, jako je osobní identifikace (E-Government), anamnéza, léky, alergie a kontaktní informace.

## Dějiny čipování lidí
První hlášený experiment s RFID implantátem byl uskutečněn v roce 1998 britským vědcem Kevinem Warwickem. Jako test byl jeho implantát použit k otevření dveří a zapnutí světel, nyní se nachází v Science Museum v Londýně.

## Společenská a náboženská kritika
Čipování lidí vyvolalo nové etické diskuse mezi akademickými skupinami, organizacemi pro lidská práva, vládními institucemi a náboženskými skupinami.
Mezi křesťany se objevuje názor, že implantace čipů může být naplněním čísla šelmy a proroctvím, že tento čip bude nezbytným na nákup a prodej. Toto proroctví je prvkem zjevení sv. Jana.